# Lijst van historische Nederlandse netnummers
Dit is een lijst van historische Nederlandse netnummers (tot 1995).

De indeling in telefoondistricten rond 1952. De eerste twee cijfers na de nul van het netnummer gaven het district aan.

Voorbeeld van de opdeling binnen een district: schematische kaart van telefoondistrict Alkmaar, jaren 1950

## Eerste proeven
Vanaf 6 april 1929 werd een proef gedaan met de telefoonnetten van Arnhem, Velp, Dieren en Oosterbeek, waarbij een extra cijfer (respectievelijk 2, 3, 4 of 5) voor de bestaande lokale nummers werd gevoegd, dat altijd gekozen moest worden, ook voor een lokaal gesprek. Voor een interlokaal gesprek (naar een nummer met een ander begincijfer) werden vier "tikken" berekend, voor een lokaal gesprek één tik.
Op 10 juni 1934 (dus ruim een jaar nadat met de automatisering van de sector Wageningen de eerste netnummers geïntroduceerd werden) werd dit "streeknet" opgeheven en weer gesplitst in de netten Arnhem (0300), Velp (0302), Dieren (0330) en Oosterbeek (0307).

## Nummerplan in de jaren 1930
In 1930 werd een nummerplan ontworpen voor landelijk gebruik; dit voorzag in de indeling in de huidige telefoondistricten plus een district Beilen, dat na de oorlog opgeheven zou worden, en nog zonder Lelystad. Elk district heeft maximaal tien sectoren, met elk weer maximaal tien telefoonnetten. Er kwamen driecijferige netnummers (toen nog kengetallen genoemd), met de voorafgaande nul (het interlokaal toegangsnummer) dus viercijferig. Met het eerste cijfer na de nul koos men het district, met het volgende cijfer de sector en met het laatste cijfer het telefoonnet. Er waren echter twintig districten en doordat er maar één districtscijfer was, waren slechts negen districten automatisch bereikbaar, namelijk het eigen district en een aantal naburige districten. Als er nog eerste cijfers over waren dan werden verder afgelegen districten toegevoegd waarmee het meeste verkeer werd afgewikkeld. De districten Amsterdam, Rotterdam en Utrecht waren vanuit alle districten bereikbaar. Het verkeer liep via groepscentrales, te weten Amsterdam, Arnhem, 's-Hertogenbosch, Rotterdam en Zwolle. Men had berekend dat op deze manier 85% van de gesprekken automatisch afgehandeld zou kunnen worden. Automatiseren van de laatste 15% was zo kostbaar dat men dat niet verantwoord achtte. In die jaren moest de minister deze investering goedkeuren en dat ging met dit plan al moeizaam. Voor de overige verbindingen zou de telefoniste nodig blijven. Hierdoor zou ook de asymmetrische situatie ontstaan dat bijvoorbeeld wel automatisch van Leeuwarden naar Amsterdam zou kunnen worden gebeld, maar niet in de andere richting (uiteindelijk werd deze verbinding pas automatisch na de aanpassing van het nummerplan). De nummers van de sectoren en lokale netten waren, op details na, dezelfde als in het latere nummerplan.
Dit nummerplan werd in de jaren 1933 tot 1938 gebruikt bij de automatisering van het interlokale telefoonverkeer. Zo waren de districten Amsterdam (09), Alkmaar (04), Haarlem (05) en Utrecht (07) onderling bereikbaar, maar hadden zowel Arnhem als Maastricht het nummer 03, en had ook Nijmegen het nummer 05.

## Eind jaren 30
Eind 1937 besloot men om toch het hele land onderling automatisch te verbinden. Om dit mogelijk te maken werd een extra cijfer na de nul toegevoegd. Dit cijfer verschilde per groepscentrale: voor Rotterdam was dit 1, voor Amsterdam 2, 's-Hertogenbosch 4, Zwolle 5, Arnhem 8, Deventer 6 en Utrecht 3. Hier zaten vrij complexe technische redenen achter. Het daaropvolgende cijfer bleef in slechts zeven van de twintig gevallen gelijk.
Deze omschakeling vond plaats tussen maart 1938 en juli 1940. Sommige districten waren toen nog niet geautomatiseerd en kregen dus direct een nummer volgens het nieuwe plan; bij deze districten staat in onderstaande tabel het ooit toegekende, maar niet gebruikte districtsnummer tussen haakjes.
| District         | oud    | nieuw | datum van omnummering |
| ---------------- | ------ | ----- | --------------------- |
| Goes             | (02..) | 011.. | -                     |
| Breda            | 04..   | 016.. | 21 september 1938     |
| 's-Gravenhage    | (06..) | 017.. | -                     |
| Rotterdam        | (08..) | 018.. | -                     |
| Alkmaar          | 04..   | 022.. | 28 maart 1939         |
| Haarlem          | 05..   | 025.. | 30 juli 1940          |
| Amsterdam        | 09..   | 029.. | 30 juli 1940          |
| Utrecht          | 07..   | 034.. | 28 maart 1939         |
| 's-Hertogenbosch | (01..) | 041.. | -                     |
| Maastricht       | 03..   | 044.. | ca. maart 1939        |
| Venlo            | 06..   | 047.. | 24 augustus 1938      |
| Eindhoven        | (02..) | 049.. | -                     |
| Leeuwarden 1     | 01..   | 051.. | 7 maart 1938          |
| Zwolle           | 02..   | 052.. | 22 maart 1938         |
| Hengelo          | 06..   | 054.. | 2 september 1938      |
| Beilen           | (03..) | 055.. | -                     |
| Groningen        | (05..) | 059.. | -                     |
| Deventer         | 04..   | 067.. | 10 november 1938      |
| Arnhem           | 03..   | 083.. | 2 februari 1939       |
| Nijmegen         | 05..   | 088.. | 2 februari 1939       |

Oorspronkelijk, slechts zeer ten dele uitgevoerd plan voor de indeling van Nederland in telefoondistricten, met de geplande hoofdverbindingen tussen de groeps- en districtscentrales

Daarmee had dus elk telefoonnet een nummer van vijf cijfers volgens een nationaal nummerplan. De districten waren technische én administratieve eenheden binnen de toenmalige PTT, met een eigen directie. Enkele districten waren echter zogenaamde "technische districten" (Alkmaar, Deventer, Eindhoven, Goes, Lelystad, Nijmegen en Venlo): zij hadden geen eigen directie en vielen administratief onder een naburig district. Het district Leeuwarden had meer dan tien sectoren en kreeg daarom uiteindelijk, vlak voor de afronding van de automatisering in 1962, nog een tweede districtscode erbij: 056.
Het duurde nog tot 29 juni 1955 totdat alle districten onderling automatisch bereikbaar waren, maar nog tot ongeveer 1960 was dit voor verbindingen tussen sommige districten beperkt tot de avond en het weekend ("AZZ-verkeer"), omdat er niet genoeg lijnen beschikbaar waren voor automatisch verkeer door de week overdag. In 1960 werd Scheerwolde, het laatste handmatig bediende telefoonnet dat niet 24 uur per dag bereikbaar was, geautomatiseerd, waardoor heel Nederland continu bereikbaar was geworden. Op 22 mei 1962 werd met de sector Warffum de automatisering van de Nederlandse telefoon voltooid. Na Zwitserland werd Nederland het tweede land ter wereld dat geheel automatisch bereikbaar was.

## Het verzet tijdens de oorlog
Tijdens de Duitse bezetting was het nog lang niet mogelijk door het hele land automatisch te telefoneren. Pas in 1962 was heel Nederland geautomatiseerd. Het was bijvoorbeeld mogelijk automatisch te bellen van Den Haag naar Utrecht en van Utrecht naar Zwolle, maar niet direct van Den Haag naar Zwolle.
Twee telefoontechnici uit het verzet, J.H. Schuilenga en J.P. Posthuma, slaagden er eind 1942 echter in interlokale verbindingen over langere afstand mogelijk te maken. Hiervoor werd in diverse centrales illegaal apparatuur geïnstalleerd. Een verzetsstrijder in Den Haag kon dan een nummer in Utrecht kiezen waarmee hij opnieuw verbinding kreeg met een kiesregister, waarna hij een nummer in Zwolle koos. In 1943 werd dit net verder uitgebreid.
Dankzij deze clandestiene apparatuur konden verzetsstrijders veel sneller telefoneren dan via een telefoniste, en bovendien werden hun gesprekken nergens geregistreerd.

## Verkorte netnummers
In de loop der tijd kregen veel steden een verkort netnummer van drie cijfers, dat niet meer hetzelfde was als de begincijfers van het district waartoe ze behoorden. Hiervoor werden nummers gebruikt die niet in gebruik waren als districtcode (055 voor Apeldoorn werd hergebruikt van het opgeheven district Beilen).
De oudste verkorte netnummers eindigden op een nul. Er was namelijk geen districtcode die op nul eindigde. Zo was er in elke zone één verkort nummer beschikbaar Rotterdam, Amsterdam en Utrecht kregen ze het eerst: 010, 020, 030, in de jaren 50. Voor 's-Gravenhage, in zone 01, was geen verkort nummer eindigend op nul, meer beschikbaar en daarom werd zone 07 gecreëerd, zodat 's-Gravenhage in de jaren 50 nummer 070 kon krijgen. Eind jaren 60 volgden Eindhoven (040) en Groningen (050). In 1967 werd besloten dat een verkort netnummer niet per se op nul hoefde te eindigen (wel moest een verkort nummer niet in gebruik zijn als districtcode) en kon Haarlem 023 krijgen. Vanaf dan volgden veel andere steden, waaronder Nijmegen (080) met het laatste driecijferige nummer dat op een nul eindigde, en de serie 071-079, verspreid over het hele land. Hekkensluiters waren Leeuwarden (058) in 1982, Zwolle (038), Sittard (046) in 1990 en Almere (036) in 1992.
De verkorte nummers lagen meestal in dezelfde zone, dat wil zeggen dat het cijfer na de nul gelijk bleef. Uitzonderingen waren Tilburg (04250 werd 013) in 1972, Hilversum (02150 werd 035) in 1976 en Zwolle (05200 werd 038) in 1983.
Veel kleine netten werden door nabijgelegen netten geannexeerd; in het algemeen gebeurde dit wanneer de bebouwde kommen van de plaatsen samengroeiden.

## Notatie
Tot begin jaren 1950 werd de eerste nul van het netnummer geschreven als "K". Vroege Nederlandse automatische telefoontoestellen hadden een kiesschijf met naast de cijfers 1 t/m 9 en 0 ook nog de letters A t/m H, J en K, zodat de 0 overeenkwam met de K. Volgens sommigen stond K voor "kengetal", een term die overigens al in 1938 officieel werd veranderd in "netnummer", maar in de volksmond nog in de 21e eeuw door sommigen wordt gebruikt. Men schreef K5427-1204 voor een nummer in Haaksbergen dat in de moderne notatie 05427-1204 zou zijn. In de eerste tijd werd het netnummer vaak ná het abonneenummer geschreven, bijv.: "1204 (K5427)".

## Subdistricten
In twee gevallen kregen belangrijke sectoren in een district een eigen centrale met bijbehorende netnummers.
In 1953 werd uit twee sectoren van het district 's-Hertogenbosch (041) het subdistrict Tilburg gevormd, waar de netnummers met 042 begonnen. Gesprekken voor het subdistrict 042 konden dan direct bij de eigen centrale binnenkomen. Doordat de sectornummers niet overlapten (Tilburg had bijvoorbeeld 04250 maar er was geen 04150) kon de districtscentrale ook fungeren als "overloopcentrale": bij onvoldoende capaciteit konden gesprekken alsnog via de districtscentrale 041 worden afgehandeld.
In 1967 werd de knooppuntcentrale van de sector Hilversum (0295) van het district Amsterdam (029) een subdistrictscentrale. Het toen nieuwe subdistrict Hilversum (021) werd administratief echter gevoegd onder district Utrecht (034), dat daarmee het tweede telefoondistrict werd met een subdistrict.

## Dienstnummers
Begin jaren 1970 werden er in elk district netnummers ingevoerd voor intern gebruik. Deze netnummers eindigden op 01, dus in Groningen was het 05901. Hierdoor was het mogelijk een PTT-dienst in een ander district te bereiken. Door in elk district de cijfers 01 te gebruiken, kon het PTT-personeel de dienstnummers uit het hoofd kennen. Bijvoorbeeld: Wie de storingsdienst in Groningen wilde bellen, koos niet 007 (storingsdienst in het eigen district) maar 05901-107. Om dit mogelijk te maken moesten sommige netnummers veranderd worden, bijvoorbeeld 05401 werd 05404 en 05901 werd 05900, zodat 05401 en 05901 vrij kwamen voor de dienstnummers.

## Decibel
In oktober 1995, met Operatie Decibel, werden de vijfcijferige netnummers afgeschaft. De sector Almelo had de primeur en was al iets eerder viercijferig geworden.
De meeste netnummers werden viercijferig, hetgeen meestal betekende dat het laatste cijfer van het netnummer verviel, zodat alle netten binnen een sector één enkel net gingen vormen.
Een uitzondering gold als er een verkort netnummer binnen de sector was — in dat geval kreeg de hele sector dat verkorte netnummer.
Vanaf Operatie Decibel was een telefoonnet ('netnummergebied') hetzelfde als een sector.

## Overzicht van districts- en sectorhernummeringen
- 24 november 1947: sector Heerenveen van 0528 naar 0513 (van district Zwolle naar district Leeuwarden 1).
- ca. 1948: sector Beilen van 0550 naar 0593 (van district Beilen naar district Groningen).
- 26 juni 1948: sector Assen van 0552 naar 0592 (van district Beilen naar district Groningen).
- ca. 1948: sector Hoogeveen van 0557 naar 0528 (van district Beilen naar district Zwolle).
- 9 april 1953: sectoren Tilburg 1 en 2 van 0414 en 0415 naar 0424 en 0425 (vorming van subdistrict Tilburg).
- 3 september 1967: sector Hilversum van 0295 naar 0215 (vorming van subdistrict Hilversum).
- 1 juni 1964: district Deventer van 067 naar 057 (vrijmaken van 06-serie voor andere diensten).
- 19 januari 1968: sector Wolvega van 0526 naar 0561 (van district Zwolle naar district Leeuwarden 2).

## Netnummers
Alleen de namen van de telefoonnetten worden genoemd. Deze naam is niet meer dan een indicatie van de locatie van het telefoonnet; meestal is dit de naam van de plaats waar de (hoofd)telefooncentrale van het net staat. Er wordt met nadruk géén opsomming gegeven van de plaatsen die door het telefoonnet bediend worden.
Zijn hieronder mutaties vermeld, dan gelden die vóór oktober 1995. Zie Operatie Decibel voor de veranderingen in 1995. De netnummers die al eerder dan 1995 waren opgeheven, staan cursief.
Na de Tweede Wereldoorlog zijn diverse netten die eerder al automatisch bereikbaar waren weer tijdelijk alleen via de telefoniste bereikbaar geweest. Dit is niet in deze lijst vermeld, omdat het netnummer in theorie hetzelfde is gebleven, maar alleen tijdelijk niet bruikbaar was. Wanneer een net tijdelijk onder een alternatief netnummer bereikbaar was, zoals in de regio Arnhem, is dit wel vermeld.
Als er een tijdsperiode voor een wijziging wordt aangegeven (bijvoorbeeld: 1949–1958), dan is dat de periode waarin de wijziging zich voltrok; gedurende die periode was dat telefoonnet vanuit verschillende districten onder verschillende netnummers bereikbaar (zie 01700, 01800, 02500, 02900, 03400, 04900 en 05900).

### Verkort netnummer Rotterdam (010)

#### 010 Sector Rotterdam 1
010 Rotterdam (was: 01800, was deels: 01804 Capelle aan den IJssel, 01807 Poortugaal, 01893, 01894 Capelle aan den IJssel-Middelwatering, 01898 Kethel, 01898 Vlaardingen)

### Technisch district Goes (011)
Administratief vallend onder het district Breda (016).

#### 0110 Sector Goes 1
01100 Goes
01102 Kapelle-Biezelinge
01103 's-Gravenpolder
01104 Ellewoutsdijk
01105 Borssele
01106 's-Heer Arendskerke
01107 Wissenkerke
01108 Kortgene
01109 Kats

#### 0111 Sector Zierikzee
01110 Zierikzee
01112 Dreischor
01113 Bruinisse
01114 Nieuwerkerk
01115 Burgh-Haamstede
01116 Renesse
01117 Scharendijke
01119 Brouwershaven

#### 0113 Sector Goes 2
01130 Kruiningen
01131 Yerseke
01134 Krabbendijke
01135 Rilland

#### 0114 Sector Hulst
01140 Hulst (10 oktober 1979: Kijkuit 01145)
01142 Lamswaarde
01143 Graauw
01144 Nieuw-Namen
01145 Kijkuit (was deel van: 01140)
01146 Koewacht
01147 Stoppeldijk, later: naam telefoonnet gewijzigd in Vogelwaarde
01148 Kloosterzande

#### 0115 Sector Terneuzen
01150 Terneuzen (5 juni 1964: Braakman 01151)
01151 Braakman (was deel van: 01150)
01152 Biervliet
01153 Zaamslag
01154 Hoek
01155 Axel
01156 Zuiddorpe
01157 Sluiskil
01158 Westdorpe, 12 december 1974: naam telefoonnet gewijzigd in Sas van Gent
01159 Philippine

#### 0117 Sector Oostburg
01170 Oostburg
01171 Groede
01172 Breskens
01173 Schoondijke
01174 Hoofdplaat
01175 Sint Kruis
01176 IJzendijke
01177 Aardenburg
01178 Sluis
01179 Cadzand

#### 0118 Sector Middelburg
01180 Middelburg
01181 Veere
01182 Nieuw- en Sint Joosland
01183 Oost-Souburg (1 april 1977: bij 01184)
01184 Vlissingen (was deels: 01183)
01185 Koudekerke
01186 Zoutelande
01187 Westkapelle
01188 Domburg
01189 Serooskerke (Walcheren)

#### 0119 Sector Goes 3
01192 Wemeldinge
01193 Hoedekenskerke
01194 Nisse
01195 Ovezande
01196 Nieuwdorp
01198 Wolphaartsdijk
01199 Colijnsplaat

### Verkort netnummer Tilburg (013)

#### 013 Sector Tilburg 2
013 Tilburg (was: 04250, was deels: 04247, 04251)

### Verkort netnummer Delft (015)

#### 015 Sector Delft
015 Delft (was: 01730)

### District Breda (016)
In de districtscentrale van Breda stonden twee knooppuntcentrales: Breda 1 (0160) en Breda 2 (0169).
Tot 21 september 1938 begonnen de netnummers in dit district met 04 in plaats van 016.
Op 1 juni 1969 zijn meerdere netnummers tegelijk gewijzigd. Waar alleen het jaartal 1969 staat, wordt die datum bedoeld.

#### 0160 Sector Breda 1
01600 Breda (9 oktober 1975: 076)
01601 Dorst (1969: 01611)
01602 Hulten (ca. 1945: bij 01692)
01603 Bavel (1969: 01613)
01604 Ulvenhout (1969: 01614)
01605 Gilze (was: 0493, 1969: 01615)
01606 Rijsbergen
01607 Prinsenbeek (was: 01609, 10 juni 1980: bij 076)
01608 Etten-Leur
01609 Beek (Noord-Brabant), naam telefoonnet op 1 oktober 1950 gewijzigd in Prinsenbeek (ca. medio 1954: 01607)

#### 0161 Sector
01611 Dorst (was: 01601)
01612 Rijen (was: 01692)
01613 Bavel (was: 01603)
01614 Ulvenhout (was: 01604, 23 april 1976: bij 076)
01615 Gilze (was: 01605)
01618 Teteringen (was: 01691, 26 april 1977: bij 076)
01619 Chaam (was: 01694)

#### 0162 Sector Oosterhout
01620 Oosterhout
01621 Raamsdonksveer
01622 Hank
01623 Dongen
01625 Made 2 (vanaf 3 november 1976; 14 september 1977: bij 01626)
01626 Made (was deels: 01625)

#### 0164 Sector Bergen op Zoom
01640 Bergen op Zoom
01641 Halsteren (was deels: 01642)
01642 Halsteren 2 (vanaf 28 februari 1977; 31 mei 1978: bij 01641)
01644 Huijbergen
01645 Putte
01646 Hoogerheide
01647 Ossendrecht

#### 0165 Sector Roosendaal
01650 Roosendaal
01651 Oud Gastel
01652 Oudenbosch
01653 St. Willebrord
01654 Rucphen
01656 Nispen
01657 Wouwse Plantage
01658 Wouw
01659 Hoeven

#### 0166 Sector Tholen
01660 Tholen (was deels: 01661)
01661 Tholen 2 (vanaf 22 oktober 1980; 21 november 1981: bij 01660)
01662 Poortvliet
01663 Stavenisse
01665 Sint-Annaland
01666 Sint-Maartensdijk
01667 Oud-Vossemeer

#### 0167 Sector Steenbergen
01670 Steenbergen
01672 Dinteloord
01673 Kruisland
01676 Nieuw-Vossemeer
01677 Sint Philipsland

#### 0168 Sector Zevenbergen
01680 Zevenbergen
01682 Klundert
01683 Moerdijk
01684 Hooge en Lage Zwaluwe
01685 Zevenbergschen Hoek
01686 Fijnaart
01687 Willemstad

#### 0169 Sector Breda 2
01690 Terheijden (1969: 01693)
01691 Teteringen (1969: 01618)
01692 Rijen (was deels: 01602; 1969: 01612)
0493 Gilze (21 september 1938: 01605)
01693 Terheijden (was tot 1969: 01690)
01694 Chaam (1969: 01619)
01696 Zundert
01697 Achtmaal
Noot
1. 1 2  Tot het moment van deze wijziging had district Breda nog netnummers die begonnen met 04 in plaats van 016, zie § Eind jaren 1930.

### District 's-Gravenhage (017)
Van ca. augustus 1946 tot 16 december 1950 is district 's-Gravenhage vanuit de districten Amsterdam en Utrecht bereikbaar geweest via nummers van de vorm 027xx.

#### 0170 Sector 's-Gravenhage 1
01700 's-Gravenhage (ca. begin 1959 vanuit district 's-Gravenhage, 19 april–24 mei 1959 vanuit alle overige districten: 070)

#### 0171 Sector Leiden
01710 Leiden (28 september 1974: 071)
01711 Warmond
01712 Rijpwetering
01713 Roelofarendsveen
01714 Koudekerk aan den Rijn
01715 Zoeterwoude
01717 Voorschoten (5 januari 1991: bij 071)
01718 Katwijk
01719 Noordwijk

#### 0172 Sector Alphen aan den Rijn
01720 Alphen aan den Rijn
01721 Leimuiden
01722 Ter Aar
01723 Nieuwveen
01724 Noorden
01725 Nieuwkoop
01726 Bodegraven
01727 Boskoop
01728 Hazerswoude-Dorp
01729 Woubrugge

#### 0173 Sector Delft
01730 Delft (25 maart 1972: 015)
01731 Nootdorp
01736 Pijnacker
01738 Schipluiden

#### 0174 Sector Naaldwijk
01740 Naaldwijk
01742 Wateringen
01745 De Lier
01747 Hoek van Holland
01748 's-Gravenzande
01749 Monster

#### 0175 Sector 's-Gravenhage 2
01751 Wassenaar

#### 0176Sector 's-Gravenhage 3
01761 Leidschendam (23 maart 1974: bij 070)

#### 0179 Sector Zoetermeer
01790 Zoetermeer, (16 juni 1973: 079)
01793 Moerkapelle

### District Rotterdam (018)
In de districtscentrale van Rotterdam stonden twee knooppuntcentrales: Rotterdam 1 (0180) en Rotterdam 2 (0189).
Op 15 mei 1968 zijn een aantal netnummers verplaatst van sector 0180 naar sector 0189, en op 28 februari 1969 een aantal andere in omgekeerde richting; waar alleen het jaartal 1968 of 1969 staat vermeld worden deze data bedoeld.

#### 0180 Sector Rotterdam 1
01800 Rotterdam (3 februari 1958–29 juli 1961: 010)
01802 Zevenhuizen (was deels: 01893)
01803 Nieuwerkerk aan den IJssel
01804 Capelle aan den IJssel (15 juli 1967: bij 010; zie ook 01894)
01804 Ridderkerk (was tot 1969: 01896)
01805 Lekkerkerk
01806 Barendrecht
01807 Poortugaal (8 maart 1962: deel bij 010, 1968: 01890)
01807 Krimpen aan den IJssel (was tot 1969: 01895)
01808 Kethel (1968: 01898)
01808 Ouderkerk aan den IJssel (was tot 1969: 01894)

#### 0181 Sector Spijkenisse 2
01810 Brielle (was: 01886)
01814 Rockanje (was: 01884)
01815 Oostvoorne (was: 01885)
01818 Maasvlakte
01819 Europoort (was: 01888, 01889)

#### 0182 Sector Gouda
01820 Gouda
01821 Haastrecht
01822 Polsbroek
01823 Schoonhoven
01824 Stolwijk
01825 Bergambacht
01826 Berkenwoude
01827 Moordrecht
01828 Waddinxveen
01829 Reeuwijk

#### 0183 Sector Gorinchem
01830 Gorinchem
01831 Arkel
01832 Andel
01833 Woudrichem
01834 Almkerk
01835 Werkendam
01836 Ameide
01837 Meerkerk
01838 Noordeloos

#### 0184 Sector Sliedrecht
01840 Sliedrecht
01842 Groot-Ammers
01843 Nieuwpoort
01844 Molenaarsgraaf
01845 Giessenburg
01846 Hardinxveld-Giessendam
01848 Nieuw-Lekkerland
01849 Bleskensgraaf

#### 0185 Sector Dordrecht
01850 Dordrecht (was deels: 01851, 11 mei 1973: 078)
01851 Dordtse Biesbosch (16 september 1971: bij 01850)
01852 Willemsdorp (22 januari 1979: bij 078)
01853 's Gravendeel
01854 Strijen
01856 Puttershoek
01857 Heerjansdam
01858 Hendrik-Ido-Ambacht
01859 Alblasserdam

#### 0186 Sector Oud-Beijerland
01860 Oud-Beijerland
01862 Mijnsheerenland
01863 Tiengemeten (1 september 1958: bij 01866)
01864 Klaaswaal
01865 Numansdorp
01866 Zuid-Beijerland (was deels: 01863)
01869 Piershil

#### 0187 Sector Middelharnis
01870 Middelharnis
01871 Stad aan 't Haringvliet
01872 Achthuizen (2 maart 1955: bij 01873)
01873 Ooltgensplaat (was deels: 01872)
01874 Oude-Tonge
01875 Nieuwe-Tonge
01876 Herkingen
01877 Dirksland
01878 Ouddorp
01879 Stellendam

#### 0188 Sector Spijkenisse 1
01880 Spijkenisse
01881 Zuidland
01882 Oudenhoorn
01883 Hellevoetsluis
01884 Rockanje (23 januari 1981: 01814)
01885 Oostvoorne (23 januari 1981: 01815)
01886 Brielle (14 februari 1978: 01810)
01887 Heenvliet
01888 Europoort (29 september 1975: 01819)
01889 Rozenburg (Zuid-Holland) (29 september 1975: 01819)

#### 0189 Sector Rotterdam 2
01890 Poortugaal (was: 01807, en deels: 01897)
01891 Berkel en Rodenrijs
01892 Bergschenhoek (was deels: 01893)
01893 Oud Verlaat (7 februari 1979: deel bij 01892; 14 februari 1979: deel bij 010; 21 februari: bij 01802)
01894 Ouderkerk aan den IJssel (1969: 01808)
01894 Capelle aan den IJssel-Middelwatering (vanaf 2 maart 1970; 26 februari 1971: bij 010)
01895 Krimpen aan den IJssel (1969: 01807)
01896 Ridderkerk (1969: 01804)
01897 Rhoon (11 februari 1975: bij 01890)
01898 Vlaardingen (12 december 1966: bij 010)
01898 Kethel (was tot 1968: 01808, 9 augustus 1971: bij 010)
01899 Maassluis

### Verkort netnummer Amsterdam (020)

#### 020 Sector Amsterdam 1
020 Amsterdam (was: 02900, was deels: 02503, 02505, 02904, 02906, 02964, 02968, 02977)

### Subdistrict Hilversum (021)
Sinds 1967 en administratief vallend onder district Utrecht (034).

#### 0215 Sector Hilversum
Zie 0295.

### Technisch district Alkmaar (022)
Administratief vallend onder het district Haarlem (025). Tot 28 maart 1939 begonnen de netnummers in dit district met 04 in plaats van 022.

#### 0220 Sector Alkmaar
02200 Alkmaar (24 mei 1974: 072)
02201 Koedijk (14 september 1970: 02213)
02202 Ursem
02203 Stompetoren
02204 Zuidschermer
02205 Limmen
02206 Egmond
02207 Heerhugowaard (was: 02264, was deels: 02266)
02208 Bergen
02209 Schoorl

#### 0221Sector Alkmaar
02213 Koedijk (was: 02201, 1 juni 1981: bij 072)

#### 0222 Sector Den Burg
Op 1 december 1988 zijn alle netten bij 02220 gevoegd.
02220 Den Burg
02222 De Cocksdorp
02223 Oosterend
02225 Eierland
02226 Den Hoorn
02228 De Koog

#### 0223 Sector Den Helder
02230 Den Helder (was deels: 02235)
02232 Breezand
02233 Anna Paulowna
02235 Julianadorp (6 oktober 1981: bij 02230)

#### 0224 Sector Schagen
02240 Schagen
02242 Wieringerwaard
02243 Kolhorn
02244 Winkel
02245 Dirkshorn
02246 Sint Maartensbrug
02247 Schagerbrug
02248 Callantsoog
02249 't Zand

#### 0226 Sector Noord Scharwoude
02260 Noord-Scharwoude (was deels: 02267)
02261 Nieuwe Niedorp
02262 Oude Niedorp
02263 Opmeer
02264 Heerhugowaard (1 februari 1971: 02207)
02265 Obdam
02266 Oterleek (29 september 1972: bij 02207)
02267 Broek op Langedijk (19 september 1989: bij 02260)
02268 Burgerbrug
02269 Warmenhuizen

#### 0227 Sector Middenmeer
02270 Middenmeer
02271 Den Oever
02272 Wieringerwerf
02273 Oude Zeug
02274 Medemblik
02275 Wagendorp (zuidoosten van de Wieringermeer)
02276 Nieuw Almersdorp (Agriport A7)
02277 Oostwaard (Nieuwesluis (Wieringermeer))
02278 Slootdorp
02279 Hippolytushoef
Wagendorp, Nieuw Almersdorp en Oostwaard zijn ontworpen maar niet-gerealiseerde dorpen in de Wieringermeer.

#### 0228 Sector Enkhuizen
02280 Enkhuizen
02284 Venhuizen
02285 Bovenkarspel
02286 Hoogkarspel
02288 Wervershoof
02289 Andijk

#### 0229 Sector Hoorn
02290 Hoorn (Noord-Holland) (was deels: 02292)
02291 Midwoud
02292 Blokker (19 mei en 24 juni 1981: deel bij 02290; 15 december 1983: bij 02290)
02293 Wijdenes
02294 Avenhorn
02295 Berkhout
02296 Spierdijk
02297 Wognum
02298 Abbekerk
02299 Benningbroek

### Verkort netnummer Haarlem (023)

#### 023 Sector Haarlem
023 Haarlem (was: 02500, was deels: 02504, 02560)

### District Haarlem (025)
Tot 30 juli 1940 begonnen de netnummers in dit district met 05 in plaats van 025.

#### 0250 Sector Haarlem
02500 Haarlem (29 juli 1936: Santpoort 0560; 3 juli 1967–19 april 1968: 023)
02501 Lijnden (was: 02541, 12 augustus 1970: 02505)
02502 Bennebroek
02503 Hoofddorp (was: 02540, 3 maart 1991: De Hoek bij 020)
02504 Spaarndam (was: 02564, 1 september 1971: Haarlemmerliede en Penningsveer bij 023; 14 augustus 1972: bij 023)
02505 Lijnden (was: 02501, 3 maart 1991: bedrijventerrein bij 020)
02507 Zandvoort
02508 Vijfhuizen (was: 02548)

#### 0251 Sector Beverwijk
02510 Beverwijk (was deels: 02512, 4 mei 1989: Noordzeekanaalgebied 02514)
02512 Heemskerk (14 augustus 1964: bij 02510)
02513 Uitgeest
02514 Noordzeekanaalgebied (Koninklijke Hoogovens) (was deel van: 02510)
02517 Wijk aan Zee
02518 Castricum

#### 0252 Sector Hillegom
02520 Hillegom
02521 Lisse (was: 02530)
02522 Sassenheim (was: 02532)
02523 Noordwijkerhout (was: 02533)
02524 Abbenes (was: 02534)
02526 Nieuw-Vennep (was: 02546)

#### 0253Sector Lisse
Op 9 oktober 1970 is deze sector opgenomen in sector 0252.
02530 Lisse (1970: 02521)
02532 Sassenheim (1970: 02522)
02533 Noordwijkerhout (1970: 02523)
02534 Abbenes (1970: 02524)

#### 0254Sector Hoofddorp
Op 14 maart 1962 is deze sector verdeeld over sectoren 0250 en 0252.
02540 Hoofddorp (was deels: 02543, 1962: 02503)
02541 Lijnden (1962: 02501)
02543 Rijk (2 maart 1959: bij 02540 en 02968)
02546 Nieuw Vennep (1962: 02526)
02548 Vijfhuizen (1962: 02508)

#### 0255 Sector IJmuiden
02550 IJmuiden

#### 0256Sector Santpoort
02560 Santpoort (was deel van: 0500 Haarlem; 25 september 1970: bij 023)
02564 Spaarndam (22 november 1950: 02504)
Noot
1. 1 2  Op het moment van deze wijziging had district Haarlem nog netnummers die begonnen met 05 in plaats van 025, zie § Eind jaren 1930.

### District Amsterdam (029)
Tot 30 juli 1940 begonnen de netnummers in dit district met 09 in plaats van 029.

#### 0290 Sector Amsterdam 1
02900 Amsterdam (ca. september 1946–1 oktober 1955: 020)
02902 Ilpendam
02903 Broek in Waterland
02904 Schellingwoude (2 juli 1992: bij 020)
02906 Groote IJpolder (3 mei 1960: bij 020)
02907 Halfweg, later: naam telefoonnet gewijzigd in Zwanenburg
02908 Landsmeer

#### 0293Autotelefonie
Zie ook Autotelefoon. Deze nummers zijn gebruikt in het begin van de jaren 1980 voor de vijfcijferige autotelefoonnummers. Er waren ook viercijferige nummers die bereikbaar waren met de voorvoegsels 09-311, 09-312 en 09-313 (dus beginnend met het toenmalige internationaal toegangsnummer gevolgd door het landnummer van Nederland). Per 1 april 1986 veranderden de nummers naar de serie 06-52.
02931 Oproepgebied West- en Midden-Nederland (vijfcijferige nummers; zie ook 09-311; 1986: 06-524)
02932 Oproepgebied Noord-Nederland (vijfcijferige nummers; zie ook 09-312; 1986: 06-525)
02933 Oproepgebied Zuid-Nederland (vijfcijferige nummers; zie ook 09-313; 1986: 06-526)

#### 0294 Sector Weesp
02940 Weesp
02942 Muiden
02943 Loenen aan de Vecht
02945 Nederhorst den Berg
02946 Abcoude
02949 Baambrugge

#### 0295/0215 Sector Hilversum
Op 3 september 1967 is deze sector hernummerd van 0295 naar 0215.
Het nummer van de sector Hilversum (dus alle nummers die met 0295 begonnen) werd in 1967 veranderd van 0295 in 0215 omdat er tijdens populaire televisieprogramma's veel met Hilversum werd gebeld. De technische verklaring zal zijn dat de centrale van het district Amsterdam overbelast raakte. De knooppuntcentrale van de sector Hilversum werd daarom in 1967 losgekoppeld van de districtscentrale Amsterdam en werd een zelfstandige subdistrictscentrale, administratief vallend onder het telefoondistrict Utrecht, in navolging van de eerste subdistrictscentrale in Tilburg (administratief vallend onder het telefoondistrict 's-Hertogenbosch).
02950/02150 Hilversum (27 november 1976: 035)
02952/02152 Huizen
02953/02153 Laren
02954/02154 Baarn
02955/02155 Soest
02956/02156 Lage Vuursche
02957/02157 Hollandsche Rading
02958/02158 Loosdrecht
02959/02159 Bussum (25 mei 1976: Almere 03240)

#### 0296 Sector Amsterdam 2
02963 Ouderkerk aan de Amstel (was: 02973)
02964 Amstelveen (was: 02970, 1 december 1969: bij 020)
02968 Sloten (was: 02978, was deels: 02543, 1 maart 1961: Sloten bij 020, naam van telefoonnet verandert in Badhoevedorp; 3 maart 1991: bij 020)

#### 0297Sector
02970 Amstelveen (15 september 1952: 02964)
02972 Vinkeveen
02973 Ouderkerk aan de Amstel (15 september 1952: 02963)
02974 Nes aan de Amstel
02975 Uithoorn
02976 De Hoef
02977 Aalsmeer (3 maart 1991: grote delen van Rozenburg en Aalsmeerderbrug bij 020)
02978 Sloten (15 september 1952: 02968)
02979 Mijdrecht

#### 0298 Sector Zaandam
02980 Zaandam (30 juni 1973: 075)
02981 West-Graftdijk
02982 Wormer (was deels: 02989)
02984 Oostzaan
02987 Assendelft
02989 Oostknollendam (13 december 1984: bij 02982)

#### 0299 Sector Purmerend
02990 Purmerend
02991 Oosthuizen
02992 Kwadijk
02993 Edam
02995 Monnickendam (31 juli 1972: Marken 02996)
02996 Marken (was deel van: 02995)
02997 De Rijp
02998 Middenbeemster
02999 Noordbeemster

### Verkort netnummer Utrecht (030)

#### 030 Sector Utrecht
030 Utrecht (was: 03400, was deels: 03402 Bilthoven)

### Technisch district Lelystad (032)
Administratief vallend onder het district Utrecht (034).

#### 0320 Sector Lelystad
03200 Lelystad (was deel van: 03410; was deels: 03202)
03202 Larsertocht (was deel van: 03210; 11 mei 1990: bij 03200)

#### 0321 Sector Dronten
03210 Dronten (2 juni 1965: Biddinghuizen 03211, Swifterbant 03212; ca. 4e kwartaal 1970: Larsertocht 03202)
03211 Biddinghuizen (was deel van: 03210)
03212 Swifterbant (was deel van: 03210)

#### 0324 Sector Almere
03240 Almere (was deel van: 02159; 23 april 1992: 036)
03241 Zuiderflevo (ca. oktober 1982: Zeewolde 03242; 12 februari 1991: bij 03242)
03242 Zeewolde (was deel van: 03241; was deels: 03241)

### Verkort netnummer Amersfoort (033)

#### 033 Sector Amersfoort
033 Amersfoort (was: 03490, was deels: 03493, 03496)

### District Utrecht (034)
Tot 28 maart 1939 begonnen de netnummers in dit district met 07 in plaats van 034.
Op 1 november 1968 zijn er meerdere telefoonnetten heen en weer verplaatst tussen de sectoren 0340 en 0346; waar alleen 1968 staat wordt deze datum bedoeld.

#### 0340 Sector Utrecht
03400 Utrecht (19 maart 1949–15 januari 1958: 030)
03401 Maartensdijk (1968: 03461)
03402 Bilthoven (4 november 1968: bij 030)
03402 Nieuwegein (was tot 18 augustus 1971: 03470, 03471)
03403 Huis ter Heide (2 april 1963: bij 03404)
03403 Houten (was tot 1968: 03468)
03404 Zeist (was deels: 03403)
03405 Bunnik
03406 De Meern
03407 Vleuten
03408 Maarssen (1968: 03465)
03408 IJsselstein (was tot 20 november 1972: 03478)
03409 Achttienhoven (29 juli 1956: 03469)
03409 Schalkwijk Utr. (was tot 1968: 03467)

#### 0341 Sector Harderwijk
03410 Harderwijk (20 juli 1961: Lelystad 03200)
03412 Nunspeet
03413 Hierden
03417 Ermelo
03418 Putten
03419 Huinen

#### 0342 Sector Barneveld
03420 Barneveld
03423 Kootwijkerbroek
03425 Achterveld
03426 Terschuur
03429 Voorthuizen

#### 0343 Sector Doorn
03430 Doorn
03431 Overberg
03432 Maarn
03433 Maarsbergen
03434 Amerongen
03435 Wijk bij Duurstede
03436 Cothen
03437 Werkhoven
03438 Driebergen
03439 Austerlitz

#### 0344 Sector Tiel
03440 Tiel
03443 Lienden
03444 Ochten
03445 Ophemert
03446 Wadenoijen
03447 Buren
03448 Zoelen
03449 Maurik

#### 0345 Sector Culemborg
03450 Culemborg
03451 Leerdam
03452 Rijswijk Gld.
03453 Beusichem
03454 Schoonrewoerd
03455 Geldermalsen
03456 Meteren
03457 Deil
03458 Beesd
03459 Schalkwijk Utr. (1 februari 1952: 03467)
03459 Leerbroek (vanaf 6 april 1954)

#### 0346 Sector
03461 Maartensdijk (was: 03401)
03462 Breukelen
03463 Soesterberg
03464 Kockengen
03465 Maarssen (was: 03408)
03467 Schalkwijk Utr. (was: 03459, 1968: 03409)
03468 Houten (was: 03471, 1968: 03403)
03469 Achttienhoven (was: 03409)

#### 0347 Sector Vreeswijk
03470 Jutphaas-Vreeswijk (ca.  1964: Jutphaas 03471, naam telefoonnet gewijzigd in Vreeswijk; 18 augustus 1971: 03402)
03471 Houten (1 februari 1952: 03468)
03471 Jutphaas (was tot ca.  1964 deel van: 03470; 18 augustus 1971: 03402)
03472 Hagestein
03473 Vianen
03474 Lexmond
03475 Jaarsveld (24 september 1986: 03485)
03477 Benschop (24 september 1986: 03482)
03478 IJsselstein (20 november 1972: 03408)

#### 0348 Sector Woerden
03480 Woerden
03481 Kamerik
03482 Benschop (was: 03477)
03483 Harmelen
03484 Montfoort
03485 Jaarsveld (was: 03475)
03486 Oudewater
03487 Lange Ruige Weide, naam later gewijzigd in Driebruggen
03488 Nieuwerbrug
03489 Zegveld

#### 0349 Sector Amersfoort
03490 Amersfoort (23 november 1974: 033)
03493 Hoogland (16 januari 1979: bij 033)
03494 Nijkerk
03495 Hoevelaken
03496 Leusden (28 februari 1976: bij 033)
03497 Scherpenzeel
03498 Woudenberg
03499 Spakenburg

### Verkort netnummer Hilversum (035)

#### 035 Sector Hilversum
035 Hilversum (was: 02150)

### Verkort netnummer Almere (036)

#### 036 Sector Almere
036 Almere (was: 03240)

### Verkort netnummer Zwolle (038)

#### 038 Sector Zwolle
038 Zwolle (was: 05200)

### Verkort netnummer Eindhoven (040)

#### 040 Sector Eindhoven 1
040 Eindhoven (was: 04900, was deels: 04903, 04909, 04993, 04995)

### District 's-Hertogenbosch (041) en Subdistrict Tilburg (042)
In de districtscentrale van 's-Hertogenbosch stonden twee knooppuntcentrales: 's-Hertogenbosch 1 (0410) en 's-Hertogenbosch 2 (0419). In de districtscentrale van Tilburg stonden ook twee knooppuntcentrales: Tilburg 1 en Tilburg 2 (0414 resp. 0415, vanaf 9 april 1953: 0424 en 0425).
Op 6 juni 1969 werden meerdere netnummers gewijzigd. Waar alleen 1969 staat wordt deze datum bedoeld.

#### 0410 Sector 's-Hertogenbosch 1
04100 's-Hertogenbosch (27 juni 1974: 073)
04102 Nuland
04103 Berlicum
04104 Schijndel
04105 St. Michielsgestel
04106 Boxtel (1969: 04116)
04107 Haaren NB (1969: 04117)
04108 Vlijmen
04109 Empel (2 november 1959: 04195)

#### 0411 Sector
04110 Esch (was: 04197)
04113 Liempde (was: 04196)
04116 Boxtel (was: 04106)
04117 Haaren NB (was: 04107)
04118 Helvoirt (was: 04198)

#### 0412 Sector Oss
04120 Oss
04122 Megen (ca. juni 1969: Oijen 04129)
04123 Berghem
04124 Nistelrode
04125 Heesch
04127 Maren
04128 Lith
04129 Oijen (was deel van: 04122)

#### 0413 Sector Veghel
04130 Veghel
04132 Uden (was deels: 04134)
04134 Volkel (27 september 1974: bij 04132)
04135 Erp
04136 Loosbroek
04137 Zondveld
04138 Sint-Oedenrode
04139 Heeswijk-Dinther

#### 0414/0424 Sector Tilburg 1
Op 9 april 1953 is deze sector hernummerd van 0414 naar 0424.
04141/04241 Udenhout
04142/04242 Oisterwijk
04143/04243 Moergestel
04144/04244 Middelbeers
04245 De Moer (was deel van: 04250)
04146/04246 Esbeek
04147/04247 Goirle (31 maart 1976: bij 013)
04148/04248 Riel
04149/04249 Ulicoten

#### 0415/0425 Sector Tilburg 2
Op 9 april 1953 is deze sector hernummerd van 0415 naar 0425.
04150/04250 Tilburg (ca. 1960: De Moer 04245; 29 juni 1972: 013)
04151/04251 Enschot (27 mei 1975: bij 013)
04253 Castelré (was deel van: 04257)
04154/04254 Diessen
04155/04255 Hilvarenbeek
04157/04257 Baarle-Nassau (ca. 1983: Castelré 04253)
04158/04258 Alphen NB
04159/04259 Lage Mierde

#### 0416 Sector Waalwijk
04160 Waalwijk
04162 Heusden
04163 Drunen
04164 Wijk en Aalburg
04165 Eethen
04166 Loon op Zand
04167 Kaatsheuvel
04168 Capelle
04169 Dussen

#### 0418 Sector Zaltbommel
04180 Zaltbommel
04181 Waardenburg
04182 Rossum
04183 Kerkdriel
04184 Bruchem
04185 Nederhemert
04186 Gameren
04187 Brakel
04188 Herwijnen
04189 Haaften

#### 0419 Sector 's-Hertogenbosch 2
04192 Rosmalen
04194 Den Dungen
04195 Empel (was: 04109, 18 mei 1981: deel bij 073; 25 oktober 1989: bij 073)
04196 Liempde (1969: 04113)
04197 Esch NB (1969: 04110)
04198 Helvoirt (1969: 04118)
04199 Ammerzoden

### Verkort netnummer Maastricht (043)

#### 043 Sector Maastricht
043 Maastricht (was: 04400, was deels: 04403, 04461)

### District Maastricht (044)
Tot maart 1939 begonnen de netnummers in dit district met 03 in plaats van 044.

#### 0440 Sector Maastricht
04400 Maastricht (26 november 1971: 043)
04401 Bunde (1 maart 1971: 04461)
04402 Beek (12 december 1987: bij 04490)
04403 Meerssen (3 juni 1980: bij 043)
04404 Schimmert
04405 Hulsberg
04406 Valkenburg
04407 Cadier en Keer
04408 Gronsveld
04409 Eijsden

#### 0444Sector Heerlen
04440 Heerlen (21 maart 1970: 045)
04442 Simpelveld (was: 04452, 15 maart–7 april 1971: deel bij 045, 1 juli 1980: bij 045)
04443 Schaesberg (20 oktober 1972: bij 045)
04444 Eijgelshoven (20 oktober 1972: bij 045)
04445 Kerkrade (15 maart–7 april 1971: Kerkrade-West bij 045, 15 maart 1976: bij 045)
04446 Voerendaal (1 februari 1982: bij 045)
04447 Nuth (27 april 1982: bij 045)
04448 Hoensbroek (21 maart 1970: 045)
04449 Brunssum (21 maart 1970: 045)

#### 0445 Sector Gulpen
04450 Gulpen
04451 Eys
04452 Simpelveld (8 december 1965: 04442)
04454 Vaals
04455 Epen
04456 Slenaken (5 juli 1990: bij 04457)
04457 Noorbeek (was deels: 04456)
04458 Margraten
04459 Schin op Geul

#### 0446Sector Maastricht
04461 Bunde (was: 04401, 13 augustus 1980: bij 043)

#### 0448Tijdelijk netnummer Wehr
04481 tijdelijke automatische toegang tot net Wehr (van 1 augustus 1963 tot 1 september 1964), alleen vanuit sector Sittard, zie ook 04491

#### 0449 Sector Sittard
04490 Sittard (was deels: 04402, 04494, 04495; 7 december 1990: 046)
04491 Wehr (1 augustus 1963: +49-2456, zie ook 04481)
04492 Amstenrade
04493 Schinnen
04494 Geleen (12 december 1987: bij 04490)
04495 Stein (12 december 1987: bij 04490)
04497 Grevenbicht (29 september 1981: Obbicht bij 04498; ca. voorjaar 1988: bij 04498)
04498 Born (was deels: 04497)
04499 Susteren (was deels: 04745)

### Verkort netnummer Heerlen (045)

#### 045 Sector Heerlen
045 Heerlen (was: 04440, 04448, 04449, was deels: 04442, 04443, 04444, 04445, 04446, 04447)

### Verkort netnummer Sittard (046)

#### 046 Sector Sittard
046 Sittard (was: 04490)

### Technisch district Venlo (047)
Administratief vallend onder het district Maastricht (044). Tot 24 augustus 1938 begonnen de netnummers in dit district met 06 in plaats van 047.
In de districtscentrale van Venlo stonden twee knooppuntcentrales: Venlo 1 (0470) en Venlo 2 (0476). Ook in Roermond stonden twee knooppuntcentrales: Roermond 1 (0474) en Roermond 2 (0475).

#### 0470 Sector Venlo 1
04700 Venlo (was deels: 04706; 7 juni 1973: 077)
04701 Grubbenvorst (4 augustus 1975: bij 077)
04702 Velden
04703 Arcen
04704 Reuver
04705 Belfeld
04706 Tegelen (10 januari 1973: bij 04700)
04707 Baarlo
04709 Horst

#### 0474 Sector Roermond 1
04740 Swalmen
04742 Posterholt
04743 Koningsbosch
04744 Montfort
04745 Roosteren (29 juni 1984: bij 04499)
04746 Maasbracht
04747 Heel
04748 Grathem
04749 Heythuysen

#### 0475 Sector Roermond 2
04750 Roermond
04752 Sint Odiliënberg
04754 Echt
04755 Stevensweert
04756 Thorn
04758 Horn
04759 Haelen

#### 0476 Sector Venlo 2
04760 Helden
04762 Kessel
04763 Broekhuizen
04764 America
04765 Maasbree
04766 Meijel
04767 Sevenum

#### 0478 Sector Venray
Op 18 april 1992 zijn een aantal netten bij Venray of Vierlingsbeek gevoegd.
04780 Venray (was deels: 04785, 04786, 04787)
04781 Vierlingsbeek (was deels: 04782, 04788)
04782 Maashees (1992: bij 04781)
04783 Well
04784 Wanssum
04785 Ysselsteyn (1992: bij 04780)
04786 Merselo (1992: bij 04780)
04787 Castenray (1992: bij 04780)
04788 Overloon (1992: bij 04781)
04789 Tienray

### Technisch district Eindhoven (049)
Administratief vallend onder het district 's-Hertogenbosch (041).
Op 6 juni 1969 werden meerdere netnummers gewijzigd. Waar alleen 1969 staat wordt deze datum bedoeld.

#### 0490 Sector Eindhoven 1
04900 Eindhoven (1 november 1965–1 november 1966: 040)
04902 Valkenswaard (was: 04991)
04903 Geldrop (3 november 1972: bij 040)
04904 Waalre
04905 Oerle
04906 Leende (was: 04996)
04907 Heeze (was: 04994)
04908 Borkel en Schaft (was: 04999)
04909 Acht (5 juli 1988: bij 040)

#### 0492 Sector Helmond
04920 Helmond
04921 Zwarte Water (Mortelse Peel)
04922 Boekel
04923 Gemert
04924 Bakel
04925 Venhorst
04926 Lierop
04927 Mierlo
04928 Aarle-Rixtel
04929 Beek en Donk

#### 0493 Sector Deurne
04930 Deurne
04932 Griendtsveen
04933 Helenaveen
04934 Liessel
04935 Willemsveen
04936 Asten
04937 Someren
04939 De Rips

#### 0495 Sector Weert
04950 Weert
04951 Nederweert (was deels: 04952)
04952 Ospel (29 juli 1975: bij 04951)
04953 Diepenhoek (Sluis 13)
04954 Kelpen-Oler
04955 Ell
04956 Stramproy
04957 Hugten
04958 Budel
04959 Maarheeze

#### 0497 Sector
04970 Eersel
04974 Luyksgestel
04975 Bergeijk
04976 Reusel
04977 Bladel
04978 Hoogeloon
04979 Vessem

#### 0499 Sector Eindhoven 2
04990 Son
04991 Valkenswaard (1969: 04902)
04992 Lieshout
04993 Nuenen (30 januari 1975: bij 040)
04994 Heeze (1969: 04907)
04995 Veldhoven (28 april 1970: bij 040)
04996 Leende (1969: 04906)
04997 Oirschot
04998 Best
04999 Borkel en Schaft (1969: 04908)

### Verkort netnummer Groningen (050)

#### 050 Sector Groningen
050 Groningen (was: 05900)

### District Leeuwarden 1 (051)
Tot 7 maart 1938 begonnen de netnummers in dit district met 01 in plaats van 051. Vanaf 1 augustus 1935 tot 1 januari 1948 hoorden de sectoren Heerenveen en Oosterwolde bij district Zwolle. De in 1941 ingevoerde netnummers in de sector Heerenveen begonnen toen met 0528 i.p.v. 0513. In Oosterwolde waren in die periode geen netnummers, volledig handverkeer. Vanaf 1 augustus 1935 tot 1 maart 1955 hoorde de sector Wolvega bij district Zwolle. De netnummers, ingevoerd in 1951, begonnen toen met 0526 i.p.v. 0561. Deze zijn op een latere datum gewijzigd.

#### 0510 Sector Leeuwarden
05100 Leeuwarden (23 januari 1982: 058)
05103 Giekerk
05104 Mantgum
05105 Warga
05106 Jorwerd
05107 Marssum
05108 Beetgumermolen
05109 Stiens

#### 0511 Sector Veenwouden
05110 Veenwouden
05111 Damwoude
05112 Kollumerpomp
05113 Zwaagwesteinde
05114 Kollum
05115 Buitenpost
05116 Bergum
05117 Hardegarijp
05118 Tietjerk

#### 0512 Sector Drachten
05120 Drachten
05121 Drogeham
05122 Rottevalle
05123 Augustinusga
05124 Surhuisterveen
05125 Ureterp
05126 Beetsterzwaag
05127 Opeinde
05128 Nij Beets
05129 Oostermeer

#### 0513 Sector Heerenveen
Was 0528, zie aldaar.

#### 0514 Sector Balk
05140 Balk
05141 Woudsend
05142 Koudum
05143 Sloten
05144 Echtenerbrug
05145 Bantega
05146 Lemmer
05147 Oudemirdum
05148 Bakhuizen
05149 Stavoren

#### 0515 Sector Sneek
05150 Sneek
05151 Workum
05152 Bozum
05153 Oppenhuizen
05154 Heeg
05155 IJlst
05156 Nijland
05157 Bolsward
05158 Witmarsum (2 mei 1955: 05175)
05158 Makkum (vanaf 28 juli 1955)
05159 Wommels

#### 0516 Sector Oosterwolde
05160 Oosterwolde
05161 Haulerwijk
05162 Appelscha
05163 Makkinga
05164 Oldeberkoop
05165 Jubbega
05166 Hemrik (was deel van: 05167)
05167 Wijnjewoude (1 september 1959: Hemrik 05166)
05168 Donkerbroek
05169 Bakkeveen

#### 0517 Sector Franeker
05170 Franeker
05171 Ried
05172 Dronrijp
05173 Winsum
05174 Tzum
05175 Witmarsum (was: 05158)
05176 Arum
05177 Pingjum
05178 Harlingen
05179 Sexbierum

#### 0518 Sector Sint Annaparochie
05180 Sint Annaparochie
05181 Ferwerd
05182 Oudebildtzijl
05183 Hallum
05185 Menaldum
05186 Berlikum
05187 Minnertsga
05188 Tzummarum
05189 Sint Jacobiparochie

#### 0519 Sector Dokkum
05190 Dokkum
05191 Hollum
05192 Metslawier
05193 Anjum (3 mei 1966: Schiermonnikoog 05195)
05194 Ee
05195 Schiermonnikoog (was deel van: 05193)
05196 Birdaard
05197 Holwerd
05198 Ternaard
05199 Nes (Dongeradeel)

### District Zwolle (052)
Tot maart 1938 begonnen de netnummers in dit district met 02 in plaats van 052.
Op 1 april 1968 zijn een aantal netnummers verplaatst van sector 0520 naar sector 0529, en op 1 april 1969 een aantal andere in omgekeerde richting; als alleen een van deze jaartallen vermeld wordt, worden deze data bedoeld.

#### 0520 Sector Zwolle
05200 Zwolle (26 februari 1983: 038)
05202 Wijthmen (1968: 05290)
05202 Kampen (was tot 1969: 05292)
05203 Zalk
05204 Dalfsen (1968: 05293)
05204 Mastenbroek (was tot 1969: 05294)
05205 Laag Zuthem, naam telefoonnet later veranderd in Windesheim (1968: 05299)
05205 's-Heerenbroek (was tot 1969: 05298)
05206 Hattem
05207 Wezep
05208 Zwartsluis
05209 Hasselt

#### 0521 Sector Steenwijk
05210 Steenwijk (was deels: 05218)
05211 Wapse (was deel van: 05212)
05212 Frederiksoord (10 juli 1962: Wapse 05211)
05213 Wapserveen
05214 Havelte
05215 Uffelte
05216 Giethoorn
05217 Scheerwolde
05218 Gelderingen, naam telefoonnet later veranderd in Steenwijkerwold (ca. 2e kwartaal 1962: bij 05210)
05219 Diever

#### 0522 Sector Meppel
05220 Meppel
05221 Ruinen
05222 Ruinerwold
05223 Koekange
05224 De Wijk
05225 Staphorst
05226 Rouveen
05228 Wanneperveen
05229 Nijeveen

#### 0523 Sector Dedemsvaart
05230 Dedemsvaart
05231 Slagharen
05232 Hardenberg
05233 Bergentheim
05234 Kloosterhaar
05235 Mariënberg
05237 Witharen
05238 Radewijk

#### 0524 Sector Coevorden
05240 Coevorden (ca. 1960: Dalerveen 05242)
05241 Dalen
05242 Dalerveen (was deel van: 05240)
05243 Schoonebeek
05244 Nieuw-Schoonebeek
05246 Gramsbergen
05247 De Krim
05248 Oosterhesselen
05249 Zwinderen

#### 0525 Sector Elburg
05250 Elburg
05252 Oosterwolde
05253 Oldebroek
05255 't Harde
05258 Doornspijk

#### 0526/0561 Sector Wolvega
Deze sector is op 19 januari 1968 hernummerd van 0526 naar 0561.
05260/05610 Wolvega
05262/05612 Boijl
05263/05613 Noordwolde
05264/05614 De Blesse
05265/05615 Oldemarkt
05267/05617 Ossenzijl
05268/05618 Scherpenzeel–Munnekeburen
05269/05619 Oldelamer

#### 0527Sector Hoogeveen
Tijdelijke netnummers voor Nieuweroord en Nieuwlande in 1948, zie 0557; later: 0528.

#### 0527 Sector Emmeloord
05270 Emmeloord
05271 Kuinre
05272 Blokzijl
05273 Marknesse
05274 Vollenhove
05275 Ens
05276 Tollebeek
05277 Urk
05278 Espel
05279 Bant

#### 0528/0513 Sector Heerenveen
Deze sector is op 24 november 1947 hernummerd van 0528 naar 0513.
05280/05130 Heerenveen (was deels: 05134 De Knijpe, 05136, 05138 Oudehaske, 05139)
05281/05131 Tjalleberd
05282/05132 Tijnje
05283/05133 Gorredijk
05134 Sint Nicolaasga (vanaf 15 april 1954)
05284/05134 De Knijpe (12 april 1954: bij 05130)
05285/05135 Nieuwehorne
05286/05136 Oranjewoud/Oudeschoot (20 januari 1965: bij 05130)
05287/05137 Sintjohannesga
05288/05138 Oudehaske (28 april 1954: bij 05130)
05138 Joure (vanaf 8 december 1954)
05289/05139 Nieuwebrug (Friesland), naam telefoonnet later veranderd in Haskerdijken (12 februari 1993: bij 05130)

#### 0528 Sector Hoogeveen
Deze sector was eerst genummerd 0557, zie aldaar.

#### 0529 Sector (bij Zwolle)
05290 Wijthmen (was: 05202)
05291 Ommen
05292 Kampen (1969: 05202)
05293 Dalfsen (was: 05204)
05294 Mastenbroek (1969: 05204)
05295 Steenwetering (Tolhuislanden)
05296 Nieuwleusen (ca. 1962: Oudleusen 05297)
05297 Oudleusen (was deel van: 05296)
05298 's-Heerenbroek (1969: 05205)
05299 Windesheim (was: 05205)

### Verkort netnummer Enschede (053)

#### 053 Sector Enschede
053 Enschede (was: 05420, was deels: 05424, 05428)

### District Hengelo (054)
Tot 2 september 1938 begonnen de netnummers in dit district met 06 in plaats van 054.

#### 0540 Sector Hengelo
05400 Hengelo (Overijssel) (was deels: 05402; 16 januari 1980: 074)
05401 Saasveld (15 januari 1969: 05404)
05402 Deurningen (1 februari 1979: bij 05400)
05404 Saasveld (was: 05401)
05405 St. Isidorushoeve
05406 Beckum
05407 Delden
05408 Bornerbroek
05409 Borne (16 januari 1980: 074)

#### 0541 Sector Oldenzaal
05410 Oldenzaal
05411 Rossum
05412 Tilligte
05413 Denekamp
05415 De Lutte
05416 Weerselo
05417 Reutum
05418 Vasse
05419 Ootmarsum

#### 0542 Sector Enschede
05420 Enschede (5 juni 1974: 053)
05423 Losser
05424 Glanerbrug (27 juni 1980: bij 053)
05426 Buurse
05427 Haaksbergen
05428 Boekelo (15 januari 1991: bij 053)

#### 0543 Sector Winterswijk
Op 19 januari 1990 zijn alle netten samengevoegd met Winterswijk of Aalten.
05430 Winterswijk (was deels: 05432, 05433, 05434, 05435, 05439)
05431 Lintelo (was: 08353, 1990: 05437)
05432 Ratum (1990: 05430)
05433 Kotten (1990: 05430)
05434 Woold (1990: 05430)
05435 Miste (1990: 05430)
05436 IJzerlo (1990: 05437)
05437 Aalten (was deels: 05431, 05436, 05438)
05438 Bredevoort (1990: 05437)
05439 Meddo (1990: 05430)

#### 0544 Sector Groenlo
05440 Groenlo
05443 Lichtenvoorde (was deels: 05444)
05444 Harreveld (ca. 1947: bij 05443)
05445 Zieuwent
05448 Beltrum

#### 0545 Sector Neede
05450 Neede
05452 Rietmolen
05453 Rekken
05454 Eibergen
05456 Haarlo
05457 Borculo
05458 Geesteren (Gelderland)

#### 0546 Sector Almelo
0546 Almelo (was: 05490, 05496 en 05499, voorloper van Operatie Decibel)

#### 0547 Sector Goor
05470 Goor
05472 Bentelo
05473 Hengevelde
05475 Diepenheim
05476 Markelo
05478 Enter (was: 05482)

#### 0548 Sector Rijssen
05480 Rijssen
05482 Enter (4 juli 1954: 05478)
05483 Holten
05485 Haarle
05486 Nijverdal (ca. 1966: Schuilenburg 05488)
05488 Schuilenburg (Overijssel) (was deel van: 05486)

#### 0549 Sector Almelo
05490 Almelo (4 juni 1994: 0546)
05491 Langeveen
05492 Geesteren (Overijssel)
05493 Tubbergen
05494 Albergen
05495 Den Ham
05496 Wierden (4 juni 1994: 0546)
05497 Daarle
05498 Vroomshoop
05499 Vriezenveen (4 juni 1994: 0546)

### Technisch district Beilen(055)
In 1948 is dit district opgeheven en verdeeld onder de districten Groningen (059) en Zwolle (052).
Het was een technisch district, administratief vallend onder district Zwolle.

#### 0550/0593 Sector Beilen
Deze sector is in ca. 1948 hernummerd van 0550 naar 0593.
Na de oorlog is Beilen een tijdlang handmatig bediend, terwijl Orvelte en Wijster alleen lokaal automatisch werkten, en Westerbork en Hooghalen tijdelijk aan de knooppuntcentrale Assen verbonden waren.
05500/05930 Beilen
05503 Westerbork (ca. november 1945: 05527)
05933 Westerbork (was: 05927, 8 augustus 1956: deel 05935)
05504/05934 Orvelte (8 augustus 1956: deel 05935)
05935 Balinge (was deel van: 05933, 05934)
05506/05936 Wijster
05509 Hooghalen (ca. november 1945: 05523)
05939 Hooghalen (was: 05923)

#### 0552/0592 Sector Assen
Deze sector is op 26 juni 1948 hernummerd van 0552 naar 0592.
05520/05920 Assen (7 december 1960: Taarlo 05923)
05521/05921 Vries
05522/05922 Annen
05523/05923 Hooghalen (was: 05509; 20 september 1955: 05939)
05923 Taarlo (vanaf 7 december 1960, was deel van: 05920)
05524/05924 Rolde
05525/05925 Grolloo
05526/05926 Gieten
05527/05927 Westerbork (was: 05503; 20 september 1955: 05933)
05927 Smilde (vanaf 14 december 1955)
05528/05928 Norg
05529/05929 Zeijen

#### 0557/0528 Sector Hoogeveen
Deze sector is in ca. 1948 hernummerd van 0557 naar 0528.
In 1948 had het net Nieuweroord enige tijd het nummer 05274 en Nieuwlande 05275, terwijl op dat moment Hoogeveen tijdelijk handmatig werd bediend vanwege oorlogsschade, en Zuidwolde al het nummer 05287 had (en Echten waarschijnlijk al 05288). (De sector Emmeloord (later 0527x) was op dat moment nog geheel handmatig.) In 1949 waren de nummers gelijkgetrokken naar 05284 en 05285.
05570/05280 Hoogeveen
05281 Pesse
05282 Nieuw-Balinge
05283 Drijberscheveld (De Haar (Hoogeveen))
05574/05284 Nieuweroord
05575/05285 Nieuwlande
05286 Kerkenveld
05577/05287 Zuidwolde
05578/05288 Echten
05289 Veeningen

### Verkort netnummer Apeldoorn (055)

#### 055 Sector Apeldoorn
055 Apeldoorn (vanaf 24 september 1975, was: 05760)

### District Leeuwarden 2 (056)

#### 0561 Sector Wolvega
Was tot 1968: 0526, zie aldaar.

#### 0562 Sector West-Terschelling
05620 West-Terschelling (19 oktober 1967: Vlieland 05621)
05621 Vlieland (was deel van: 05620)

#### 0566 Sector Irnsum
05660 Irnsum
05662 Grouw
05663 Oldeboorn
05665 Akkrum
05668 Terhorne

### Technisch district Deventer (057)
Administratief vallend onder het district Zwolle (052). Tot 10 november 1938 begonnen de netnummers in het technisch district Deventer met 04; daarna werd dit 067 (zie aldaar). Op 1 juni 1964 werden de netnummers weer veranderd en begonnen ze voortaan met 057.

### Verkort netnummer Leeuwarden (058)

#### 058 Sector Leeuwarden
058 Leeuwarden (was: 05100)

### District Groningen (059)

#### 0590 Sector Groningen
05900 Groningen (was deels: 05908 Hoogkerk; 24 februari 1967–4 juli 1969: 050)
05900 Bedum (was tot 18 januari 1972: 05901)
05901 Bedum (18 januari 1972: 05900)
05901 nummer voor intern gebruik (na Bedum)
05902 Ten Boer
05903 Aduard
05904 Westerbroek
05905 Zuidlaren
05906 Glimmen
05907 Eelde
05908 Hoogkerk (16 april 1953: bij 05900)
05908 Roden (vanaf 23 april 1953)
05909 Adorp
Omstreeks 1967 veranderde het netnummer van Groningen in 050. Aanvankelijk gold dit alleen als men vanuit het district Groningen belde. Wie van elders opbelde moest nog enige tijd 05900 kiezen.
Daarna werd Bedum van 05901 naar 05900 verplaatst, vermoedelijk omdat (volgens een landelijke standaard) 05901 nodig was voor intern gebruik.

#### 0591 Sector Emmen
05910 Emmen
05911 Nieuw-Weerdinge
05912 Emmer-Compascuum
05913 Klazienaveen
05914 Erica
05915 Nieuw-Amsterdam
05916 Sleen
05917 Zweeloo
05918 Schoonoord
05919 Odoorn

#### 0592 Sector Assen
Was 0552, zie aldaar.

#### 0593 Sector Beilen
Was 0550, zie aldaar.

#### 0594 Sector Zuidhorn
05940 Zuidhorn
05941 Ezinge
05943 Zevenhuizen
05944 Marum
05945 Leek
05946 Grootegast
05947 Grijpskerk
05948 Munnekezijl
05949 Oldehove

#### 0595 Sector Warffum
05950 Warffum
05951 Winsum
05952 Pieterburen
05953 Uithuizen
05954 Uithuizermeeden (ca. najaar 1975: Oudeschip en Eemshaven 05961)
05955 Middelstum
05956 Ulrum
05957 Leens
05958 Kloosterburen
05959 Eenrum

#### 0596 Sector Appingedam
05960 Appingedam (was deels: 05961 Delfzijl)
05961 Delfzijl (15 januari 1974: bij 05960)
05961 Eemshaven (vanaf ca. najaar 1975, was deel van: 05954)
05962 Termunten
05963 Meedhuizen
05964 Nieuwolda
05965 Stedum
05966 Overschild
05967 Loppersum
05968 't Zandt (Groningen)
05969 Spijk (Groningen)

#### 0597 Sector Winschoten
05970 Winschoten
05971 Beerta
05972 Nieuweschans
05973 Bellingwolde
05974 Vriescheloo
05975 Oostwold
05976 Wedde
05977 Ulsda
05978 Oude Pekela
05979 Scheemda

#### 0598 Sector Hoogezand
05980 Hoogezand-Sappemeer
05981 Hamweg-Lageland
05982 Slochteren
05983 Siddeburen
05984 Nieuw-Scheemda
05985 Zuidbroek
05986 Eexterveen
05987 Veendam
05989 Annerveenschekanaal

#### 0599 Sector Stadskanaal
05990 Stadskanaal
05991 Onstwedde
05992 Ter Wisch
05993 Vlagtwedde
05994 Musselkanaal
05995 Ter Apel
05996 Valthermond
05997 Exloërmond
05998 Buinerveen
05999 Gasselternijveen

### Technisch district Deventer (067, in 1964: 057)
Administratief vallend onder het district Zwolle (052). Tot 10 november 1938 begonnen de netnummers in dit district met 04 in plaats van 067. Op 1 juni 1964 is het district omgenummerd van 067xx naar 057xx om 06 vrij te maken voor bijzondere telefoondiensten.
Op 1 april 1968 zijn een aantal netnummers verplaatst van sector 0570 naar sector 0571, en op 1 april 1969 een enkele in omgekeerde richting; als alleen een van deze jaartallen vermeld wordt, worden deze data bedoeld.

#### 0670/0570 Sector Deventer
06700/05700 Deventer (ca. 1959: deel 06711; was deels: 05706)
06701/05701 Twello (1968: 05712)
06702/05702 Wijhe
06703/05703 Wesepe
06704/05704 Bathmen (ca. 1959: deel 06711)
06705/05705 Lettele
06706/05706 Wilp (1968: 05716)
05706 Colmschate (was tot 1969: 05711, ca. 1978: bij 05700)
06707/05707 Terwolde (1968: 05717)
06708/05708 Olst
06709/05709 Diepenveen

#### 0671/0571 Sector
06711/05711 Colmschate (was deels: 06700 en 06704; 1969: 05706)
05712 Twello (was: 05701)
05716 Wilp (was: 05706)
05717 Terwolde (was: 05707)

#### 0672/0572 Sector Raalte
06720/05720 Raalte
06722/05722 Lemelerveld
06723/05723 Lemele
06724/05724 Luttenberg
06725/05725 Nieuw Heeten
06726/05726 Heeten
06729/05729 Heino

#### 0673/0573 Sector Lochem
06730/05730 Lochem (ca. 1963: Nettelhorst 06737)
06731/05731 De Wippert
06732/05732 Exelschebroek
06733/05733 Harfsen
06734/05734 Barchem
06735/05735 Ruurlo
06736/05736 Heurne
06737/05737 Nettelhorst (was deel van: 06730)
06738/05738 Laren (Gelderland)
06739/05739 Ruurloschebroek

#### 0675/0575 Sector Zutphen
06750/05750 Zutphen
06751/05751 Almen
06752/05752 Vorden
06753/05753 Hengelo (Gelderland)
06754/05754 Baak
06755/05755 Steenderen
06756/05756 Brummen
06757 Klarenbeek (ca. 1959: 06761)
06757/05757 Voorstonden (vanaf 27 juni 1961)
06758/05758 Voorst
06759/05759 Gorssel

#### 0676/0576 Sector Apeldoorn
06760/05760 Apeldoorn (24 september 1975: 055)
06761/05761 Klarenbeek (was: 06757)
06762/05762 Wenum
06763/05763 Teuge
06765/05765 Loenen
06766/05766 Beekbergen
06768/05768 Hoenderloo
06769/05769 Hoog Soeren

#### 0677/0577 Sector Uddel
06770/05770 Uddel
06771/05771 Vierhouten
06775/05775 Nieuw-Milligen
06776/05776 Garderen
06779/05779 Elspeet

#### 0678/0578 Sector Epe
06780/05780 Epe
06782/05782 Heerde
06783/05783 Veessen
06784/05784 Oene
06785/05785 Gortel (later: bij 06787/05787)
06787/05787 Emst (was deels: 06785/05785)
06788/05788 Vaassen

### Verkorte netnummers 070–079

#### 070 Sector 's-Gravenhage 1
070 's-Gravenhage (was: 01700, was deels: 01761)

#### 071 Sector Leiden
071 Leiden (was: 01710, was deels: 01717)

#### 072 Sector Alkmaar
072 Alkmaar (was: 02200, was deels: 02213)

#### 073 Sector 's-Hertogenbosch 1
073 's-Hertogenbosch (was: 04100, was deels: 04195)

#### 074 Sector Hengelo
074 Hengelo (Overijssel) (was: 05400, 05409)

#### 075 Sector Zaandam
075 Zaandam (was: 02980)

#### 076 Sector Breda 1
076 Breda (was: 01600, was deels: 01607, 01614, 01618)

#### 077 Sector Venlo 1
077 Venlo (was: 04700, was deels: 04701)

#### 078 Sector Dordrecht
078 Dordrecht (was: 01850, was deels: 01852)

#### 079 Sector Zoetermeer
079 Zoetermeer (was: 01790)

### Verkort netnummer Nijmegen (080)

#### 080 Sector Nijmegen 1
080 Nijmegen (was: 08800, was deels: 08896)

### District Arnhem (083)
Zie Eerste proeven voor interlokale voorvoegsels van 1929 tot 1934. Tot 2 februari 1939 begonnen de netnummers in dit district met 03 in plaats van 083.
Aan het eind van de Tweede Wereldoorlog was de telefooncentrale van Arnhem geheel verwoest, waardoor in de wederopbouwperiode nog lange tijd diverse noodoplossingen in gebruik waren. Zo was er een "eilandbedrijf" voor drie sectoren in de omgeving van Doetinchem. De netten Wolfheze en Elden werden tijdelijk met andere sectoren verbonden.
Reeds voor 1 augustus 1945 was er binnen de sector Terborg automatisch onderling verkeer mogelijk met tweecijferige netnummers van de vorm 0x. Terborg had tijdelijk nummer 07. Ten minste vanaf 1 augustus 1945 kon dit ook in de sector Doetinchem met driecijferige netnummers van de vorm 04x. Vanaf 7 februari 1946 werd dit uitgebreid en was er tussen de netten in de drie sectoren Doetinchem (0834x), Terborg (0835x) en Zevenaar (0836x) onderling verkeer mogelijk met netnummers van de vorm 04x, 05x en 06x. Dit duurde totdat de automatische verbinding met de rest van het land hersteld werd op 9 maart (Terborg en Zevenaar) c.q. 12 maart 1950 (Doetinchem). Het nummer 041 werd tot 27 augustus 1947 gebruikt voor de interlokale telefonist naar de rest van het land. Ook was het vanuit deze sectoren, plus het net Westervoort(?), enige tijd mogelijk om telegrammen op te geven bij het telegraafkantoor te Arnhem via het pseudonetnummer 069 (Elten was toen nog niet geannexeerd).
Vanuit het stadsnet Arnhem golden vanaf 15 juli 1947 tot het volledig herstel van de interlokale verbindingen (ca. begin 1948?) de netnummers: 003 Velp, 005 Oosterbeek en 0014 Nijmegen.

#### 0830 Sector Arnhem
08300 Arnhem (31 mei 1969: 085)
08302 Velp (15 mei 1971: Rheden en De Steeg 08309; 9 oktober 1975: bij 085)
08303 Westervoort
08304 Huissen (22 december 1976: bij 085)
08305 Elden (ca. 1946: 08806)
08305 Elden (was: 08806, 22 mei 1973: bij 085)
08306 Heteren
08307 Oosterbeek (17 september 1974: bij 085)
08308 Wolfheze (ca. 1946: 08372)
08308 Wolfheze (was: 08372)
08309 Rheden (was deel van: 08302)

#### 032Sector Wageningen
Wageningen en omgeving waren op 21 maart 1933 de eerste telefoonnetten die onderling automatisch en met een netnummer bereikbaar waren. Op 10 juni 1934 werden de netnummers gewijzigd naar de serie 037x (op 2 februari 1939 met de rest van district Arnhem hernummerd naar 0837x).
0321 Wageningen (1934: 0370)
0322 Bennekom (1934: 0379)
0323 Renkum (1934: 0373)

#### 0833 Sector Dieren
08330 Dieren
08334 Doesburg
08336 Giesbeek
08337 Laag-Soeren
08338 Eerbeek

#### 0834 Sector Doetinchem
08340 Doetinchem
08342 Zelhem (ca. 1963: Velswijk 08344)
08343 Halle
08344 Velswijk (was deel van: 08342)
08345 Zeddam
08346 's Heerenberg
08347 Wehl
08348 Laag-Keppel

#### 0835 Sector Terborg
08350 Terborg
08352 Varsseveld
08353 Lintelo (2 maart 1953: 05431)
08354 Sinderen
08355 Dinxperlo
08356 Ulft
08357 Megchelen
08358 Netterden
08359 Westendorp

#### 0836 Sector Zevenaar
08360 Zevenaar
08362 Didam
08363 Beek
08364 Babberich
08365 Lobith
08366 Pannerden
08367 Duiven
08369 Elten (vanaf 29 april 1949 tot 1 augustus 1963 was Elten Nederlands grondgebied en kreeg ook een Nederlands netnummer; vanaf 1 augustus 1963: +49-2828)

#### 0837 Sector Wageningen
Deze sector was genummerd 032, zie aldaar (in dit district).
08370 Wageningen (was: 0321)
08372 Wolfheze (was: 08308, 27 oktober 1953: 08308)
08373 Renkum (was: 0323)
08376 Rhenen
08377 Elst (Utrecht) (15 mei 1971: 08384)
08379 Bennekom (was: 0322, 28 juni 1968: 08389)

#### 0838 Sector Ede
08380 Ede
08382 Otterlo (was deel van: 08383)
08383 Harskamp (ca. september 1964: Otterlo 08382)
08384 Elst (Utrecht) (was: 08377)
08385 Veenendaal
08386 Wekerom
08387 Ederveen
08388 Lunteren
08389 Bennekom (was: 08379)

### Verkort netnummer Arnhem (085)

#### 085 Sector Arnhem
085 Arnhem (was: 08300, was deels: 08302, 08304, 08305, 08307)

### Technisch district Nijmegen (088)
Administratief vallend onder het district Arnhem (083). Tot 2 februari 1939 begonnen de netnummers in dit district met 05 in plaats van 088.
In de districtscentrale van Nijmegen stonden twee knooppuntcentrales: Nijmegen 1 (0880) en Nijmegen 2 (0889).

#### 0880Sector Nijmegen 1
Op 31 mei 1969 zijn alle netten behalve Nijmegen zelf overgeheveld naar sector 0881 of 0889.
08800 Nijmegen (26 mei 1972: 080)
08801 Bemmel (1969: 08811)
08801 nummer voor intern gebruik
08802 Gendt (1969: 08812)
08803 Millingen a/d Rijn (1969: 08813)
08804 Erlecom (1969: 08893)
08805 Berg en Dal (1969: 08895)
08806 Elden (was: 08305, 21 december 1953: 08305)
08806 Heumen (na Elden; 1969: 08896)
08807 Beuningen (Gelderland) (1969: 08897)
08808 Oosterhout (Gelderland) (1969: 08818)
08809 Elst (Gelderland) (1969: 08819)

#### 0881 Sector Bemmel
08811 Bemmel (was: 08801)
08812 Gendt (was: 08802)
08813 Millingen aan de Rijn (was: 08803)
08818 Oosterhout (Gelderland) (was: 08808)
08819 Elst (Gelderland) (was: 08809)

#### 0885 Sector Cuijk
08850 Cuijk
08851 Gennep
08852 Siebengewald
08853 Afferden (Limburg)
08854 Bergen
08855 Boxmeer
08856 Oeffelt
08857 Rijkevoort
08858 Sint Anthonis
08859 Mill

#### 0886 Sector Grave
08860 Grave
08863 Langenboom
08865 Zeeland
08866 Schaijk
08867 Ravenstein

#### 0887 Sector Druten
08870 Druten
08872 Ewijk
08873 Bergharen
08874 Horssen
08876 Alphen (Gelderland)
08877 Dreumel
08878 Wamel
08879 Beneden-Leeuwen en Boven-Leeuwen

#### 0888 Sector Zetten
08880 Zetten
08883 Valburg
08885 Dodewaard
08886 Kesteren
08887 Opheusden
08889 Randwijk

#### 0889 Sector Nijmegen 2
08891 Groesbeek
08892 Overasselt
08893 Erlecom (was: 08804)
08894 Wijchen
08895 Berg en Dal (was: 08805)
08896 Heumen (was: 08806; 15 april 1975: Malden bij 080; ca. 1985: Heumen en Molenhoek bij 080; Mook blijft 08896)
08897 Beuningen (Gelderland) (was: 08807)

## Speciale nummers
Alleen nummers van nádat een lokaal net was aangesloten op het landelijke geautomatiseerde net staan in deze lijst; lokale automatische netten hadden totdat ze aangesloten werden op het landelijke net vaak verschillende andere nummers voor deze diensten. De nummers 000, 004, 005 (sommige districten?), 007, 008 en 009 werden tegelijk met de interlokale automatisering ingevoerd. Ook zijn er nogal wat verschillen per district geweest; deze lijst is niet volledig. 00-nummers in deze lijst worden cursief getoond als ze opgeheven of veranderd zijn vóór de algemene wijziging van alle 00-nummers in 06-nummers (1987–1991).
00 Internationaal toegangsnummer (was tot 1 januari 1994: 09)
000 Interlokale niet-automatische gesprekken (1 maart 1979: opgeheven, gevoegd bij 0010)
001 In net Utrecht: aanvragen gesprekken met Driebergen, Austerlitz, Huis ter Heide en Zeist (vanaf 23 november 1935 tot ca. 1937)
001 Weerbericht (vanaf 1 oktober 1949, alleen district Utrecht; later: 003)
001 In net Amsterdam: aanvragen gesprekken met Den Haag (tot ca. begin jaren 1950)
0010 Internationale niet-automatische gesprekken (vanaf ca. eind jaren 1950; nam in 1979 overgebleven taken van 000 over; 2 november 1987: 06-0410)
0011 Alarmnummer (proef vanaf 30 juni 1969 in subdistrict Tilburg, vanaf 4 april 1972 in district Breda en vanaf 15 januari 1979 in de districten Leeuwarden, Hengelo en Eindhoven; 3 december 1987–ca. 1990: 06-11)
0013 Telex (ca. jaren 1950/1960)
0014 Zee- en marifoongesprekken (vanaf 17 januari 1966 tot ?)
0015 Telegrammen opgeven voor Amerika via telegraafkantoor Rotterdam (vanaf ca. 1965; ca. 1973: bij 009)
0016 Internationale nummerinformatie (later: bij 0018)
0017 In district Rotterdam: nummerinformatie stad Rotterdam (ca. jaren 1960)
0017 Klantenservice posterijen (vanaf 3 februari 1969; 1984: Postgiro/Rijkspostspaarbank apart als 06-0400; 2 januari 1991: 06-0417)
0018 Europese (later: alle internationale) nummerinformatie (vanaf ca. eind jaren 1950; 19 april 1988: 06-0418)
0019 Telegrammen opgeven voor Amerika via telegraafkantoor Amsterdam (vanaf ca. begin jaren 1960; ca. 1973: bij 009)
002 Tijdmelding (vanaf ca. 1941–1967 per district ingevoerd; 3 december 1990: 06-8002)
003 Weerbericht (vanaf ca. augustus 1951–1956 per district ingevoerd; 3 december 1990: 06-8003)
004 Administratie/klantenservice (ca. 1990: particulier 06-0402, zakelijk 06-0403)
005 Interlokale nummerinformatie (later: bij 008)
005 Mobilofoon (vanaf 1 september 1963 tot ?)
006 Intern dienstnummer; vanaf ca. 1970 viercijferig: 006x, t.b.v. dienstkringen
0063 In district Groningen tussen ca. 1989 en ca. 1992 gebruikt voor storingsmeldingen bij technische wijzigingen
007 Storingsdienst (ca. december 1991/januari 1992: 06-0407)
008 Lokale (later: ook interlokale) nummerinformatie (ca. november 1991: 06-8008)
009 Telegrammen opgeven (3 oktober 1988: 06-0409)
014 Netnummer voor intern gebruik door de PTT
09 Internationaal toegangsnummer (1 januari 1994: 00, 09 bleef werken tot 1 juli 1994)
09-311 Autotelefonie (viercijferige nummers), oproepgebied West- en Midden-Nederland (zie ook 02931; 1 april 1986: 06-5240)
09-312 Autotelefonie (viercijferige nummers), oproepgebied Noord-Nederland (zie ook 02932; 1 april 1986: 06-5250)
09-313 Autotelefonie (viercijferige nummers), oproepgebied Zuid-Nederland (zie ook 02933; 1 april 1986: 06-5260)
In het net 's-Gravenhage waren tot in de jaren 1970 speciale nummers die alleen binnen dat net gekozen konden worden en die begonnen met een 4:
42 Brandweer
44 Politie
45 Nummerinformatie (na sluitingstijd 008; tot 1978)
47 Storingen
In het net Rotterdam waren er tot rond dezelfde tijd speciale nummers die begonnen met een 9:
90 Interlokale niet-automatische gesprekken
91 Informatie en klachten interlokaal
92 Telegrammen opgeven (later: 009 ?)
92 Nummerinformatie net Rotterdam (was: 93)
93 Informatie en klachten net Rotterdam (informatie later: 92)
94 Politie
95 Weerbericht
97 Storingen
98 Tijdmelding
99 Brandweer
In het net Zwolle, een van de centrales die zware oorlogsschade hadden geleden, waren er in elk geval rond 1948 speciale nummers die begonnen met een 9 in plaats van 00:
90 Interlokale gesprekken
94 Telefoonadministratie
97 Storingen
98 Nummerinformatie en boodschappendienst
99 Telegrammen

## Overige wijzigingen
- 3 maart 1973: tweede kiestoon voor internationaal kiezen verplaatst van ná landnummer naar ervoor (bijvoorbeeld: 0944-xxxxxxx wordt 09-44xxxxxxx)[211]
- 7 mei–10 juni 1984: tweede kiestoon voor 06-nummers verplaatst van na het vijfde cijfer naar na het tweede cijfer (bijvoorbeeld: 06222-333 wordt 06-222333)[212]
- 3–15 januari 1994: tweede kiestoon vervalt (en eerste kiestoon wordt iets hoger).[213]